# Galantis
Galantis är en svensk elektronisk musik-duo bildad 2012, som består av Christian "Bloodshy" Karlsson, som också är en del av Miike Snow, och Linus Eklöw, mer känd som Style of Eye. Deras största singlar är "No Money", "Runaway (U & I)", "You" och "Peanut Butter Jelly". 2015 blev Galantis utnämnda till Best Breakthrough Artist på International Dance Music Awards i Miami.

## Medlemmar

### Christian Karlsson
Grammyvinnaren Christian Karlsson är också en del av producentteamet Bloodshy & Avant och indiepopbandet Miike Snow. Karlsson har skrivit och producerat låtar till artister såsom Katy Perry, Britney Spears, Jennifer Lopez, Kylie Minogue och Madonna. Han var med och skrev Britney Spears singeln "Toxic" som vann en Grammy för Best Dance Recording.

### Linus Eklöw
Linus Eklöw är också känd under producentnamnet Style of Eye. Han har jobbat med artister som Usher, Kylie Minogue, Lily Allen, Zedd, Miike Snow, Swedish House Mafia, Slagsmålsklubben och flera andra. Eklöw var med och skrev och producerade Icona Pop & Charli XCXs internationella hit "I Love It". Eklöw har gett ut två studioalbum som Style of Eye; "Duck, Cover and Hold" samt "Footprints".

## Bakgrund

### 2007–2012: Tidiga år
Duon träffades av en slump på Robotberget studios i Stockholm 2007. Under 2009 blev Eklöw tillfrågad av Karlssons band Miike Snow att remixa deras låt "Animal". Duon började att hänga tillsammans i studion men det dröjde ända till 2012 för ett riktigt samarbete att träda fram.

### 2013–2015:Galantis EPochPharmacy
Duon signade med Atlantic Records dance-etikett Big Beat Records i mitten på 2013. De lokaliserade sig i en studio ute i skärgården där de lade allt fokus på att hitta sin artistiska inriktning. Deras syfte var att kombinera energin från Electronic Dance Music (EDM) med meningsfullt låtskriveri. Musiken skulle komma att utmärka sig genom modifierade röster som ofta integreras med instrumenten.
Den första singeln att släppas var "Smile". Låten blev remixad av flera olika artister, varav en extended version från dancelegenden Kaskade. "Smile" introducerade det som senare blev Galantis signum, en "Seafox". Skapad av konstnären Mat Maitland, är "Seafox" den maskot som följer med Galantis genom deras videor, musikomslag och liveshower. Duon refererar också till sina fans som Seafox Nation.
I februari 2014 släppte gruppen sin andra singel "You". Låten spelades under Winter Music Conference och blev den 8:e mest Shazamade låten under hela festivalen. Den 1 april 2014 släppte Galantis sin första EP med sex spår, "Galantis EP", där låten inkluderades.
Duon har haft internationell succé med singeln "Runaway (U & I)" som släpptes den 5 oktober 2014. Låten är tagen från debutalbumet "Pharmacy". Låten klättrade till toppen på Spotifys globala virala lista och blev en topp 10 Spotifyhit i Nederländerna, Belgien och Finland. "Runaway (U & I)" har blivit certifierad platina i Sverige och Norge. Den sjungs av Julia Karlsson (som den kraftigt redigerade rösten) och Cathy Dennis
Den 8 juni 2015 släpptes Pharmacy, Galantis första album. Förutom "Runaway (U & I)" inkluderade albumet låtar som "Peanut Butter Jelly", "Firebird", "Gold Dust" och "In My Head".  Låten "You" följde även med från deras tidigare EP. Bakom låtarna finns bland annat Salem Al Fakir och Vincent Pontare, där den sistnämnda även är rösten bakom "Gold Dust".

### 2016–2017:The Aviary
Den 31 mars 2016 släppte Galantis singeln "No Money", en internationell hit som var deras första låt att nå Billboard Hot 100 i USA, med 88 som högsta placering. I Sverige nådde den en fjärdeplats på Sverigetopplistan. Låten följdes av singeln "Make Me Feel", som tillsammans med "Gold Dust" är en del av netflix-filmen XOXO.
Under hösten 2016 släpptes "Love on Me" tillsammans med Hook N Sling, följt av flera låtar under vintern och våren därefter. I juli 2017 avslöjade Galantis att de skulle komma ut med ett nytt album, The Aviary, som släpptes den 15 september 2017. Den inkluderade bland annat "Hunter", "Girls on Boys" (med ROZES) och "Tell Me You Love Me" (med Throttle).

## Diskografi

### Studioalbum
- 2014 – Galantis EP (1 april)
- 2015 – Pharmacy (8 juni)
- 2017 – The Aviary (15 september)
- 2020 - Church (7 februari)

### Singlar
- 2013 – Smile
- 2014 – You
- 2014 – Runaway (U & I)
- 2015 – Gold Dust
- 2015 – Peanut Butter Jelly
- 2016 – No Money
- 2016 – Make Me Feel (med East & Young)
- 2016 – Love On Me (med Hook N Sling)
- 2016 – Pillow Fight
- 2017 – Rich Boy
- 2017 –  Hunter
- 2017 – True Feeling
- 2017 – Girls on Boys (med ROZES)
- 2018 – Spaceship (med Uffie)
- 2018 – Satisfied (med MAX)
- 2018 – Mama Look At Me Now
- 2018 – Emoji
- 2018 – San Francisco (med Sofia Carson)
- 2019 – Bones (med OneRepublic)
- 2021 – Dandelion (med JVKE)
- 2023 – I Want You (med Icona Pop)

## Priser
- 2017 - P3 Guld - Årets Dans 2016